# Rio Capivara (vattendrag i Brasilien, Sergipe)
Rio Capivara är ett vattendrag i Brasilien.   Det ligger i delstaten Sergipe, i den östra delen av landet, 1 300 km nordost om huvudstaden Brasília.
Omgivningarna runt Rio Capivara är huvudsakligen savann. Runt Rio Capivara är det ganska glesbefolkat, med 24 invånare per kvadratkilometer.